# Carlos Toro
Carlos Antonio Toro Coronado (Santiago del Cile, 4 febbraio 1976) è un calciatore cileno, di ruolo portiere.

## Carriera

### Club
Nel 2001 ha vinto la Primera División cilena con il suo club, il Santiago Wanderers.

### Nazionale
Ha fatto il suo debutto con la nazionale cilena l'11 aprile 2001 in un'amichevole contro il Messico. In totale ha collezionato due presenze con la Nazionale e ha fatto parte della squadra che ha partecipato alla Copa América 2001.